# باتريسيو موراليس
باتريسيو موراليس (بالإسبانية: Patricio Morales)‏ (13 أكتوبر 1977 في تشيلي - ) هو مدرب كرة قدم ولاعب كرة قدم تشيلي في مركز الهجوم. لعب مع كولو-كولو ونادي آريما كرونوس وPersik Kediri ‏ ولوتا شفاغر ‏ وبيرسيبايا سورابايا وديبورتيس ماجالانز.

## وصلات خارجية
- باتريسيو موراليس على موقع قاعدة بيانات كرة القدم.إي يو (الإنجليزية)
- باتريسيو موراليس على موقع Soccerway.com (الإنجليزية)